# 24 часа дъжд
„24 часа дъжд“ е български игрален филм (драма) от 1982 година на режисьора Владислав Икономов, по сценарий на Владислав Икономов и Никола Тихолов. Оператор е Крум Крумов. Създаден е по разказа „Частният учител“ от цикъла Вечери в Антимовския хан на Йордан Йовков. Музиката във филма е композирана от Кирил Цибулка.

## Сюжет
Пусто, гранично село с разкаляни улички от 30-те години на 20 век. Полузабравен, задрямал в планинските пазви свят, сякаш времето е спряло. Появата на една красива жена от пътуваща театрална трупа нарушава монотонния ритъм на всекидневието, смущава компанията на офицера Васил Алтънов, фелдшера Марински, кръчмаря Сандьо и учителя Станчо Палазов. В рамките на двадесет и четири часа, през които непрестанно вали дъжд, се разкриват характерите на присъстващите. На двама от трупата – г-ца Елиза и г-н Фуджияма, визите са пресрочени. Началникът на заставата, капитан Алтънов, отказва да ги пусне. Повлиян от присъствието на Елиза, капитанът решава вечерта да устрои банкет. По време на вечерята г-н Марински изпява своя песен, а г-н Фуджияма показва фокуси. Навън вали непрекъснато. Капитан Алтънов се напива, ухажва Елиза. Учителят Станчо Палазов цитира Горки. Заражда се една голяма любов между красивата актриса Елиза Барбиери и дребния, невзрачен на пръв поглед, но с богата душевност учител Палазов. Капитанът му забранява да цитира Горки, защото това име звучи опасно, а той е офицер на Негово Величество и мрази болшевиките. Вече порядъчно пиян, той принуждава госпожица Барбиери да танцува с него и разкъсва дрехите ѝ. Станчо се намесва. В името на честта си, Алтънов изважда пистолет, но останалите го спират. На следващия ден частния учител Палазов отпътува заедно с госпожица Барбиери и трупата ѝ.

## От страницата към екрана
Сюжетът на разказа „Частният учител“ е запазен и във филма „24 часа дъжд“. Идеите на Йордан Йовков за доброто у човека, което не може да бъде победено от бедността, за богатата душевност на главния герой – всичко това е намерило отражение във филма.
Заглавието „24 часа дъжд“ подсказва, че във филма има единство на място и действие:
„Филмът в определена степен е филм за любовта, за това как тя се противопоставя на насилието и може да прероди човека... Искаше ми се да направя камерен филм (24 часа, единство на място и действие) за големите чувства, които обаче пораждат, ако е възможно, големи мисли у зрителите... Обогатихме обстоятелствено сюжета, без ни най-малко да го променяме, като пренесохме историята с около 30 години напред във времето и така тя се разиграва някъде към края на 20-те години (на миналия век – бел. ред.)“ – Владислав Икономов
Действието във филма е ситуирано в други време, място и има различна социална обстановка от тази в разказа. Историята във филма е от края на 20-те години на ХХ век, а тогава в Царство България има сериозно противопоставяне между левите и десните политически идеологии. Това среща своето отражение във филма като подпоручика Алтънов обвинява Палазов, че е болшевик. Това е допълнителен щрих към образа на главния герой, който авторите на филма се опитват да му предадат. Филмът започва с неговия монолог за науката, за преходното време, в което живеят и теорията на Айнщайн за относителността. Началото на разказа „Частният учител“ е съвсем различно. То представя първата му среща с г-ца Шмид: „Той вече наближаваше хана и като подигна случайно очи, видя през отворения прозорец на една от стаите, в която живееше Сарандовица, непозната млада жена, която стоеше пред огледалото и правеше тоалета си.“
Дъждът е изразно средство на киното, което навява тъга, меланхолия и символизира сълзите и тази идея е изведена от режисьора, докато в разказа не се акцентира на този мотив. Друг важен акцент във филмовото произведение е липсата на човечност у подпоручика Алтънов (изважда пистолет на Палазов, когато той се застъпва за г-ца Барбиери), фелдшера Марински и кръчмаря Сандьо, изразено чрез сцената на лов за птици. Палазов не участва в този акт на насилие. Той носи артистична душа и в разказа е описан по следния начин:
„Палазов наистина беше от ония хора, които можеха да разсмеят човека само като ги погледнеш. Слабичък, тесногръд и бледен, млад още, но със старческо лице, изпито и изсушено от някакъв порок, с дълъг и изострен нос, на пръв поглед той изглеждаше доста глупав и несръчен. Още по-смешен го правеха шаечените му дрехи, взети сякаш от някой много по-едър човек, в които той цял се губеше.“
Съществуванието му е лишено не само от материална осигуреност и от самочувствието и увереността, която носи тази сигурност, но и от всякакви радостни чувства и изживявания. В цялото творчество на Йордан Йовков срещаме тези несретници – крайно бедни, лишени от естествените потребности на човека да бъде ценен, уважаван и приет на равни нога с другите, но запазили своята отзивчивост към хората и своя стремеж към щастие. Частният учител Палазов е толкова самотен в своето обкръжение, подложен на присмех заради несретата си, а всъщност среща любовта. Оптимизъм лъха от развоя на съдбата му. Той успява да избяга, да разчупи смазващата го действителност.

## Състав

### Актьорски състав
| Изпълнител       | Роля                            |
| ---------------- | ------------------------------- |
| Ева Шикулска     | Елиза Барбиери                  |
| Стефан Мавродиев | Станчо Палазов                  |
| Стефан Данаилов  | Капитан Васил Алтънов           |
| Кирил Варийски   | Марински                        |
| Вельо Горанов    | Фуджияма                        |
| Никола Дадов     | Бай Панчо                       |
| Игор Кюлюмов     | Кръчмаря Сандьо                 |
| Ламби Кондов     | Ординарецът редник Панчев       |
| Румен Иванов     |                                 |
| Иван Джамбазов   | Фелдфебелът                     |
| Васил Димитров   | Директорът на театралната група |
| Стефан Пеев      |                                 |

и други

### Екип
| Режисьор           | Владислав Икономов                                                                 |
| Сценарий           | Владислав Икономов Никола Тихолов                                                  |
| Оператор           | Крум Крумов                                                                        |
| Художник           | Костадин Русаков                                                                   |
| Костюми            | Росица Станева                                                                     |
| Монтаж             | Надежда Ценова Мария Въжарова (като М. Въжарова)                                   |
| Редактор           | Цветана Коларова                                                                   |
| Грим               | Магдалена Караманова Росица Иванова (като Р. Иванова)                              |
| Музика             | Кирил Цибулка                                                                      |
| Звук               | Иво Иванович Валентин Грънчаров (като В. Грънчаров)                                |
| Директор           | Трайко Иванов                                                                      |
| Втори режисьор     | Венелин Грамадски                                                                  |
| Асистент-режисьори | Станислава Калчева (като Ст. Калчева) Б. Костов                                    |
| Втори оператор     | Кирил Зашев                                                                        |
| Асистент-оператори | Д. Матев Тошко Каменов (като Т. Каменов) Христо Христов (като Хр. Христов)         |
| Втори художници    | Иван Андреев Андон Андонов                                                         |
| Реквизит           | Венета Минчева Мирослав Солаков (като М. Солаков)                                  |
| Гардероб           | Виктория Манова (като В. Манова) Донка Нягулова (като Д. Нягулова)                 |
| Пиротехника        | Станислав Йорданов (като Ст. Йорданов)                                             |
| Фотограф           | Тодор Костов (като Т. Костов)                                                      |
| Осветление         | Асен Велчев (като Ас. Велчев)                                                      |
| Комбинирани снимки | Тотьо Начев (като Т. Начев) В. Димов                                               |
| Скриптер           | Амалия Илчева                                                                      |
| Организатори       | Георги Шопов Владимир Германов                                                     |
| Хореография        | Детлер Фьолкер                                                                     |
| Песен              | Текст: Владислав Икономов Аранжимент и изпълнение: Кирил Варийски                  |
| Distributed by     | Българска кинематография Студия за игрални филми „БОЯНА“, втори творчески колектив |

## Награди
- „Наградите за сценография“ на Костадин Русаков на Съюза на българските филмови дейци (1982).
- „Наградата за мъжка роля“ на Стефан Мавродиев на Съюза на българските филмови дейци (1982).
- „Награда за режисура“ на фестивала в (Орлеан, Франция).[1]